# Panteó de Gallecs Il·lustres
El Panteó de Gallecs Il·lustres, dit també Panteó de Gallegues i Gallecs Il·lustres es troba a l'església del convent de San Domingos de Bonaval, a Santiago de Compostel·la. És un dels principals símbols del galleguisme polític i un espai on retre homenatge a les persones que han fet aportacions significatives a la identitat de Galícia, al coneixement d'aquesta identitat i, al desenvolupament i progrès del poble gallec i de la humanitat en general.

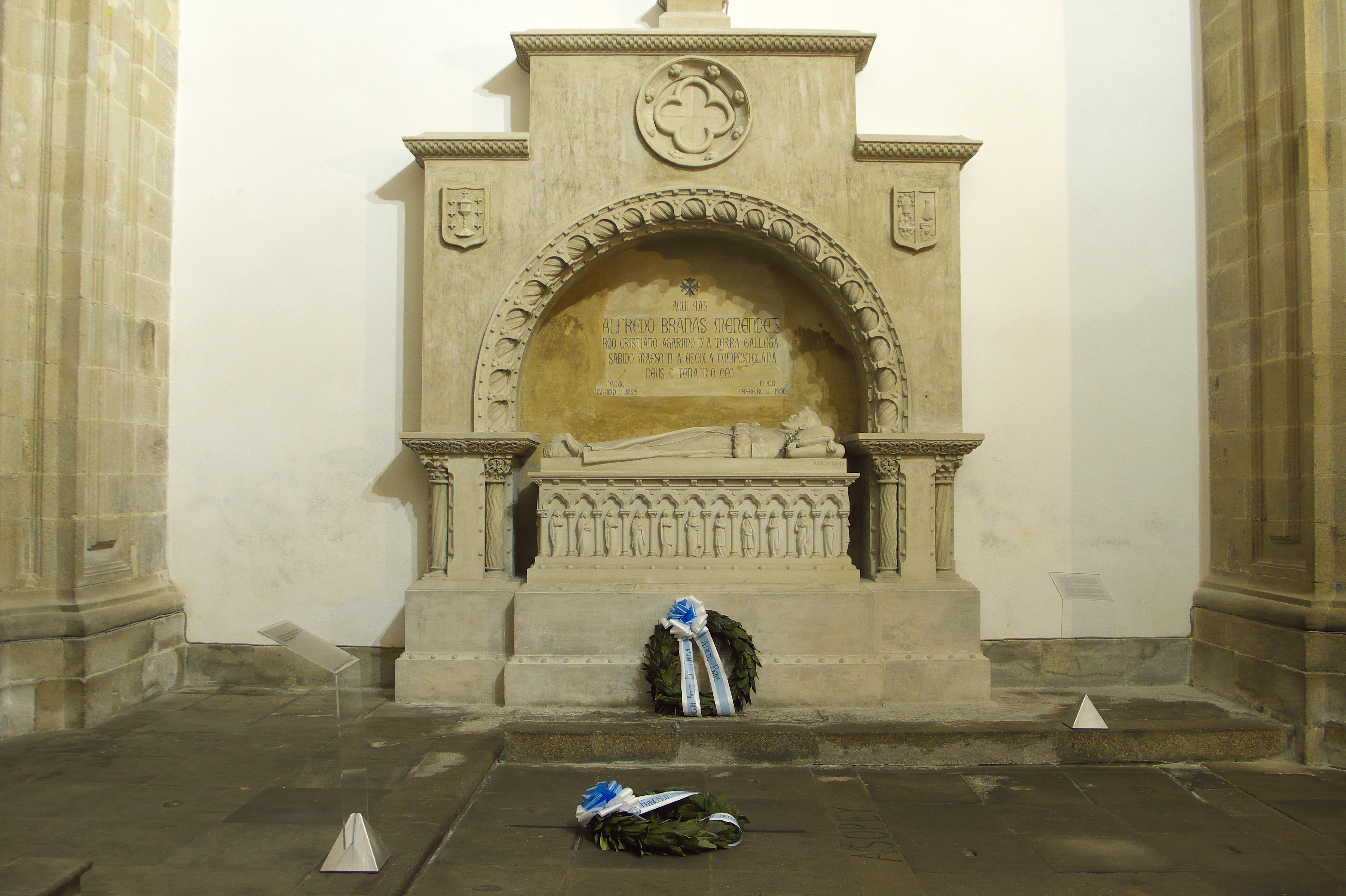
Sepulcre d'Alfredo Brañas

## Història
La primera proposta de construcció d'un panteó de gallecs il·lustres va ser presentada l'any 1865 per l'historiador Manuel Murguía, que volia començar-lo dipositant les restes de Pastor Díaz a l'església de la Companyia, propietat de la Universitat de Santiago de Compostel·la. Aquest desig es va materialitzar amb el trasllat del cos de la poetessa gallega Rosalia de Castro del cementiri d'Adina (Iria Flavia, Padrón) a la ciutat compostel·lana el 25 de maig de 1891, no amb la intenció de crear un Panteó, sinó amb la d'aixecar un monument en el seu honor en un edifici que era de titularitat pública des de la Desamortització de Mendizabal.
L'any 1900, el trasllat de les restes d'Alfredo Brañas a l'església de san Domingos de Bonaval va revifar la idea de declarar-la Panteó, un fet que es va consolidar sobretot entre els emigrants gallecs a Amèrica. Més endavant, el 1961 es va enterrar l'escultor Francisco Asorey directament a l'església i el 1967, en plena dictadura, les restes mortals del poeta Ramón Cabanillas que van ser traslladades des del cementiri de Cambados.
El 1976, pocs mesos després de la fi de la dictadura franquista, el patronat del Museo do Pobo Galego va sol·licitar el conjunt arquitectònic per poder encabir-hi el museu homònim. L'Ajuntament va cedir l'espai i el 1977 es van inaugurar les primeres sales a l'antic convent.
El 28 de juny de 1984 el Panteó va acollir les restes de l'escriptor, dibuixant i polític Alfonso Daniel Rodríguez Castelao, que van ser traslladades des de Buenos Aires, la ciutat on s'havia exiliat i on va morir el 1950. El seu mausoleu es va situar a la capella més antiga de l'església, la del Sant Crist.
L'any 1982 el president de la Xunta de Galícia, Xerardo Fernández Albor, va prendre possessió del seu càrrec al Panteó. Aquest fet no es va tornar a repetir fins a l'abril de 2024, quan Alfonso Rueda va prendre possessió del seu càrrec al mateix lloc.
Finalment, el 1988 es van enterrar les restes del cartògraf Domingo Fontán, traslladat des del Cementiri General de Santiago de Compostel·la.
L'any 2006 una decisió del Tribunal Suprem va decretar que la propietat del convent i l'església de san Domingo de Bonaval era de l'Arquebisbat de Santiago de Compostel·la, de manera que aquesta institució va rebre la potestat de decidir, entre d'altres, els horaris d'obertura i el permís d'accés al Panteó de Gallecs Il·lustres. Finalment el 8 d'agost de 2023 el Parlament de Galícia va reconéixer el Panteó com a propietat nacional i va crear la Fundación Panteón de Galegas e Galegos Ilustres.

## Personalitats enterrades al Panteó de Gallegues i Gallecs Il·lustres
- 1865 - Rosalia de Castro (1837-1885): poetessa i impulsora del Rexurdimento gallec.
- 1900 - Alfredo Brañas (1859 - 1900): escriptor i ideòleg del regionalisme gallec.
- 1961 - Francisco Asorey (1889 - 1961): escultor.
- 1967 - Ramón Cabanillas (1876 - 1959): poeta.
- 1984 - Alfonso Daniel Rodríguez Castelao (1886 - 1950): polític, dibuixant, escriptor i impulsor del nacionalisme gallec.
- 1988 - Domingo Fontán (1788 - 1866): cartògraf i autor del primer mapa topogràfic de Galícia.